# Devesilovo, Kărdjali
Devesilovo (în bulgară Девесилово) este un sat în comuna Krumovgrad, regiunea Kărdjali,  Bulgaria. 

## Demografie
Componența etnică a satului Devesilovo
     Bulgari (98,12%)
     Nicio identificare (1,87%)
     Altele (0%)
La recensământul din 2011, populația satului Devesilovo era de 267 locuitori. Din punct de vedere etnic, majoritatea locuitorilor (98,12%) erau bulgari. Pentru 1,87% din locuitori nu este cunoscută apartenența etnică.